# Frontul Național Democrat
Frontul Național Democrat (FND) a fost o alianță politică format din Partidul Comunist Român (PCR), Partidul Social Democrat Român (PSDR, condus de Lothar Rădăceanu și Ștefan Voitec), Partidul Național-Țărănesc, Partidul Național Liberal și sateliții PCR (Frontul Plugarilor, Uniunea Patrioților, Partidul Socialist-Țărănesc și partidul maghiar de stânga MADOSZ, abrevierea de la Magyar Dolgozók Országos Szövetsége, adică Uniunea Oamenilor Muncii Maghiari din România, fondată în 1934 și care pe 16 octombrie 1944 s-a transformat în Uniunea Populară Maghiară). FND a fost gândit ca paravan pentru a transmite pe scena politică imaginea unui front de partide și structuri reprezentative, într-un moment în care comuniștii reprezentau o minoritate nesemnificativă în peisajul politic, care putea să se bizuie doar pe sprijinul Uniunii Sovietice și a armatei sale care ocupase România. În 1948, și-a schimbat numele în Frontul Democrației Populare.

## Istorie
La 26 septembrie 1944 Comitetul Central al PCR a publicat în oficiosul său Scânteia o „platformă-program” la care erau invitate toate forțele democratice să adere. Programul avea 15 puncte:
1. Mobilizarea poporului și resurselor pentru a da „tot ajutorul trupelor sovietice și celor române în lupta lor comună împotriva Germaniei hitleriste”
2. Părăsirea politicii de vrăjmășie cu Uniunea Sovietică
3. Arestarea „trădătorilor, vinovați de războiul” contra URSS și confiscarea averilor.
4. Anularea legislației „reacționare și antipopulare”
5. Reforma agrară prin exproprierea averilor mai mari decât 50 hectare și împroprietărirea țăranilor
6. Condiții omenești de muncă, salariu minim, ocrotirea femeilor
7. Credite ieftine, pe termen lung pentru refacerea gospodăriilor
8. Libertatea comerțului și meșteșugurilor
9. Reforma învățământului
10. Acordarea de pensii pentru a asigura existența invalizilor, văduvelor și orfanilor de război.
11. „Naționalizarea Băncii Naționale și a celor 18 bănci mari”
12. Controlul cartelurilor și naționalizarea celor din industria de bază
13. Naționalizarea întreprinderilor nemțești
14. O nouă constituție
15. Înfăptuirea programului de un guvern FND.[2]

Societatea Scriitorilor Români a aderat la această platformă la data de 30 septembrie 1944. Prin adeziunea Partidului Social Democrat la 2 octombrie 1944, istoricul Dennis Deletant consideră că s-a născut Frontul Național Democrat.La 12 octombrie 1944, FND a invitat Partidul Național-Țărănesc și Partidul Național Liberal să i se alăture, dar Maniu și Brătianu au refuzat. 
La 31 ianuarie 1945 a avut loc o întâlnire a Frontului Național Democrat, la care au participat Ana Pauker, Vasile Luca, Gheorghe Gheorghiu-Dej, Teohari Georgescu și Lucrețiu Pătrășcanu din partea PCR, Lothar Rădăceanu, Ștefan Voitec, Theodor Iordăchescu și Nicolae Deleanu din partea PSD, Chivu Stoica, Alexandru Brătfăleanu și Gheorghe Nicolau din partea Confederației Generale a Muncii, Gheorghe Vlădescu-Răcoasa și Constantin Agiu din partea Uniunii Patrioților și Petru Groza și alții din partea Frontului Plugarilor. S-a discutat înlocuirea guvernului Rădescu cu un guvern FND, Ana Pauker afirmând „ne trebuie până în săptămâna viitoare un Guvern F.N.D.”.
Pe 4 februarie 1945 au fost intensificate măsurile de răsturnare ale guvernului Nicolae Rădescu: a avut loc o întrunire la Sala Aro din București și a fost înlocuit abuziv prefectul județului Muscel.
La 10 februarie 1945 Frontul Plugarilor a emis un apel către țărani, prin care li se cerea să treacă la împărțirea pământurilor moșierești, chemându-i, de asemenea, la lupta pentru formarea unui guvern FND.
Comuniștii au luat puterea deplină în decembrie 1947, după abdicarea regelui Mihai. În 1948, Partidul Social-Democrat și Partidul Comunist au fuzionat, formând Partidul Muncitoresc Român. La un congres din februarie 1948, FND a fost convertit în FDP, care a devenit singura formațiune politică legală din România. FDP a condus România până în 1968, când a fost înlocuit de Frontul Democrației și Unității Socialiste.

## Metode de acțiune
Despre metodele de persuasiune, Deletant scria că: „membrii Frontului îi amenințau pe muncitorii de la principalele fabrici din București și din alte localități cu arestarea de către armata sovietică, în cazul în care refuzau să desființeze prin vot vechile comitete de uzină și să-i aleagă în locul lor pe reprezentanții Frontului Național Democrat. Noile comitete au preluat apoi cantinele muncitorești și procedurile de raționalizare, astfel încât o mare parte a industriei a ajuns curând în mâna Frontului Național Democrat, forțându-i pe muncitori să se supună voinței sale, sub amenințarea de a li se tăia rațiile și a li se suprima cartelele speciale de alimente.”
La 31 ianuarie 1945, sindicatele de tipografi din capitală au refuzat să tipărească ziarele Dreptatea și Viitorul, oficioasele PNȚ și PNL, întrucât ziarele conțineau răspunsurile politicienilor reacționari la programul de guvernare al FND.